# 대전국제통상고등학교
대전국제통상고등학교(大田國際通商高等學校)는 대한민국 대전광역시 중구 문화동에 있는 공립 고등학교이다.

## 학교 연혁
- 1982년 3월 10일 : 한밭상업고등학교 개교 및 입학식
- 1983년 3월 4일 : 충청남도 과학교육원에서 현 교사로 이전
- 1993년 2월 27일 : "한밭여자상업고등학교" 로 교명 변경
- 1999년 3월 1일 : "대전여자정보고등학교" 로 교명 변경
- 2008년 3월 1일 : "대전국제통상고등학교" 로 교명 변경
- 2010년 8월 18일 : 학칙 변경 인가(남녀공학)
- 2015년 8월 4일 : 학과개편(국제통상과, 상업정보과, 생활과학과)
- 2022년 7월 5일 : 학과계편(상업정보과 금융정보과정 1학급 폐지 -> 크리에이터과 1학급 신설)
- 2023년 1월 4일 : 제39회 졸업식(102명, 총 16,030명)
- 2023년 9월 1일 : 제22대 임재범 교장 부임
- 2024년 1월 10일 : 제40회 졸업식 101명(남 51명, 여 50명)
- 2024년 3월 4일 : 제43회 입학식 115명 (남 53명, 여 62명)

## 설치 학과
- 생활과학과
- 국제통상과
- 사무행정과
- 상업정보과
- 크리에이터과

## 참고 자료
- 대전국제통상고등학교 - 한국교육학술정보원 학교알리미